# Henrik Jansson (ämbetsman)
Henrik Jansson, född den 16 januari 1899 i Ljusnarsbergs församling, Örebro län, död den 7 oktober 1994 i Uppsala, var en svensk ämbetsman. Han var far till Ulf Hellbacher.
Jansson avlade juris kandidatexamen 1922 och genomförde tingstjänstgöring 1922–1925. Han blev extra länsbokhållare i Kopparbergs län 1927, länsbokhållare av första klass där 1935 och taxeringsintendent 1944. Jansson var landskamrerare i Norrbottens län 1945–1953 och i Uppsala län 1953–1965. Han var ledamot av riksskattenämnden 1954–1965. Jansson blev riddare av Nordstjärneorden 1949 och kommendör av samma orden 1955. Jansson vilar på Uppsala gamla kyrkogård.